# Francisco de Andrade
Francisco de Andrade est un skipper portugais né le 16 août 1923 à Oeiras et mort le 28 avril 2021 à Alcabideche.

## Carrière
Francisco de Andrade obtient une médaille de bronze olympique de voile en classe Star aux Jeux olympiques d'été de 1952 à Helsinki.

## Vie privée
Il est le beau-fils de Domingos de Sousa, médaillé de bronze en équitation aux Jeux olympiques d'été de 1936 à Berlin.